# 今野玲央
今野 玲央（こんの れお、1998年2月5日 - ）は、日本の男性箏曲家。アーティスト名はLEO（レオ）。沢井箏曲院講師。

## 人物
神奈川県横浜市出身。母親は日本人、父親はアメリカ人のハーフ。
3歳の時、両親が離婚。小・中・高等学校を、横浜インターナショナルスクールで学ぶ。9歳の時に、音楽科の授業で筝に出会い、同スクールの音楽科教諭で箏演奏家のカーティス・パターソンに英語で箏を学ぶ。15歳で沢井一恵に師事。
2014年、16歳で第20回くまもと全国邦楽コンクール最優秀賞・文部科学大臣賞を受賞。コンクール最年少受賞記録を保持している。
2017年にアーティスト名LEO（レオ）で、日本コロムビアから1stアルバム「玲央1st」でメジャーデビュー。同年に東京芸術大学音楽学部邦楽科に入学。現代箏曲・第1期生。

## 経歴
- 2012年：第30回全国小中学生箏曲コンクールグランプリ受賞
- 2014年：第20回くまもと全国邦楽コンクール最優秀賞・文部科学大臣賞
- 2015年：第2回国際平和コンサート出演。東京芸術劇場で箏コンチェルトのソリストを務める。
- 2016年：バイオリンの五嶋みどり設立のみどり教育財団（Midori&Friends）の招待で、ニューヨークワークショップツアー開催[5]
- 2016年：第23回賢順記念全国箏曲コンクール銀賞。
- 2017年：アーティスト名LEO（レオ）で、日本コロムビアから1stアルバム「玲央1st」でメジャーデビュー[2][3][4]
- 2019年：第29回出光音楽賞
- 2019年：第68回神奈川文化賞未来賞

## ディスコグラフィ[6]

### CDアルバム
- 1st「玲央 1st」COCJ-39898（2017/03/08発売）
  1. 讃歌
  2. テイク・ファイブ
  3. 春の海
  4. 斜影
  5. 百花譜
  6. トルコマーチ
  7. 十七絃箏のための さくら変奏曲

- 2nd「玲央 Encounters:邂逅」COCJ-40413（2018/08/01発売）
  1. 邂逅 −六段とSerenadeによる−
  2. 箏のためのアラベスク
  3. 三つの詩曲 第1楽章
  4. 三つの詩曲 第2楽章
  5. 三つの詩曲 第3楽章
  6. 土声 第1楽章
  7. 土声 第2楽章
  8. ファンタジア
  9. 鏡
  10. One Summer's Day(あの夏へ)

- 3rd「玲央 RE BORN」COCJ-40836（2019/06/05発売）
  1. 千のナイフ
  2. 風のとおり道
  3. 星に願いを
  4. スペイン
  5. 虹の彼方へ

- 4th「In A Landscape」COCQ-85523（2021/03/24発売）
  1. 無伴奏ヴァイオリン・パルティータ 第2番より アルマンド
  2. 涙のパヴァーヌ
  3. 竜
  4. みだれ
  5. 無伴奏チェロ組曲 第1番より プレリュード
  6. 塔〜「版画」より
  7. 1919
  8. Electric Counterpoint III.Fast
  9. In a Landscape

- 5th「藤倉大：箏協奏曲」COCQ-85538（2021/09/29発売）
  1. 箏協奏曲
  2. つき
  3. 芯座
  4. 竜

### 映像作品
- ライヴDVD「玲央 LIVE:二十歳の邂逅」COBA-7053（2018/11/28発売

## メディア出演

### テレビ
- 「にっぽんの芸能」くまもと全国邦楽コンクール受賞曲演奏（2014年7月、NHK Eテレ）
- 「情熱大陸」（2018年4月15日、MBSテレビ）
- 「ミュージックステーション」（2019年12月27日、テレビ朝日）
- 「題名のない音楽会」（テレビ朝日）
- 「第71回NHK紅白歌合戦」（2020年12月31日、NHK総合テレビ、NHK BS4K、NHK BS8K、NHK第1放送）ゆずの伴奏

### ラジオ
- 「邦楽ジョッキー」ゲスト出演/スタジオ生演奏（2017年9月、NHK-FM 放送）